# Haarlemmersluis (Amsterdam)

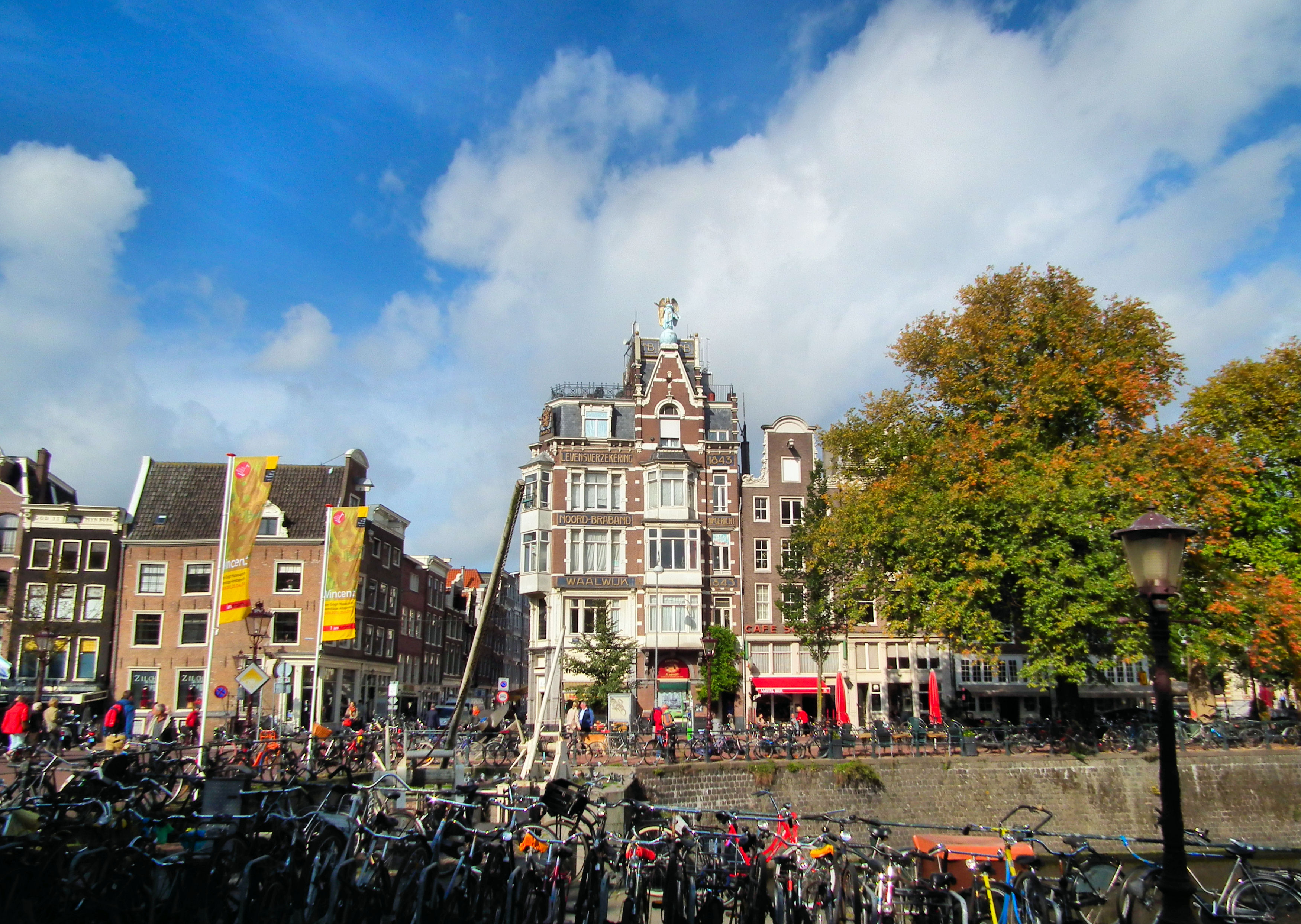
De Haarlemmersluis (links), gezien naar de Haarlemmerstraat

De Haarlemmersluis is een 17e-eeuwse sluis in het centrum van Amsterdam. De sluis ligt bij het oostelijk uiteinde van de Brouwersgracht, op de plek waar het Singel uitmondt in het IJ. De vaste brug (brugnummer 14) bij de sluis verbindt de Nieuwendijk en Haarlemmerstraat.
De sluis is een populaire toeristische plek. Er komen grote hoeveelheden rondvaartboten doorheen. Tijdens het verversen van het grachtenwater 's nachts wordt de Haarlemmersluis of de Eenhoornsluis gesloten; ze zijn echter nooit gelijktijdig dicht, zodat nachtelijk waterverkeer tussen het IJ en de grachtengordel mogelijk blijft.
De Haarlemmersluis wordt ook wel de Nieuwe Haarlemmersluis genoemd, ter onderscheid met de inmiddels verdwenen Oude Haarlemmersluis, die in de Martelaarsgracht lag voordat deze in 1882 gedempt werd.
De Nieuwe Haarlemmersluis is afgebeeld door onder meer Meindert Hobbema en Jacobus Storck, de Oude Haarlemmersluis door onder meer Jacob Isaacksz. van Ruisdael en Jan van der Heyden.

## Geschiedenis

### Oude Haarlemmersluis
De oorspronkelijke (Oude) Haarlemmersluis werd gebouwd ter vervanging van de in 1506 afgebroken Spaarndammersluis. De sluis lag op de kruising van Nieuwendijk en de Martelaarsgracht. Op de stadskaart van Cornelis Anthonisz. uit 1544 is de sluis duidelijk herkenbaar door de vier raderen. De sluis verdween bij de demping van de Martelaarsgracht in 1882.
In de muur van de voormalige synagoge aan Nieuwe Uilenburgerstraat 91 is in 1957 een cartouche aangebracht met daarop het wapen van Amsterdam met twee leeuwen en de keizerlijke kroon. Deze cartouche stamt uit 1596 en is afkomstig van de Oude Haarlemmersluis.

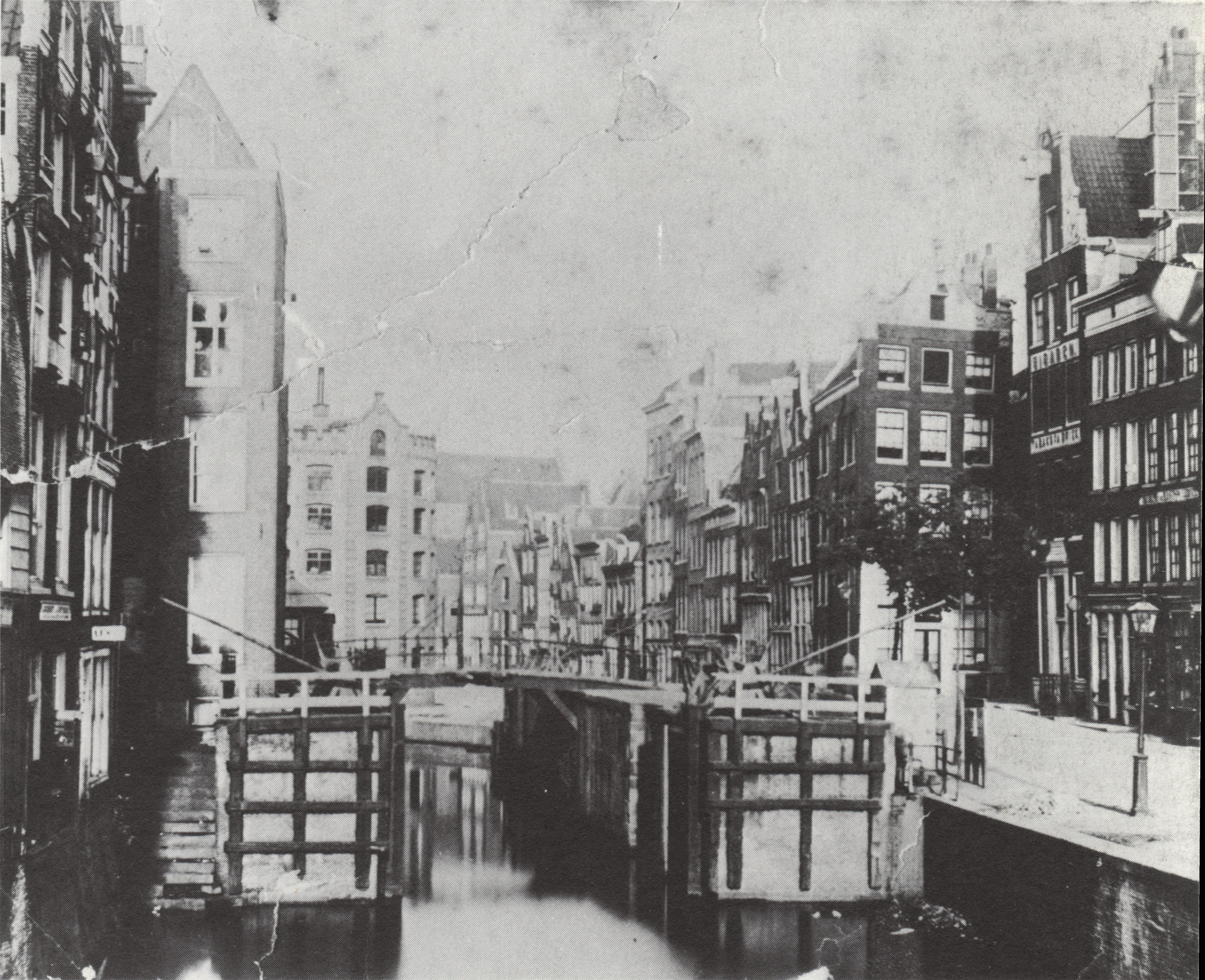
De Oude Haarlemmersluis met Martelaarsbrug bij de Nieuwendijk voor de demping in 1884.
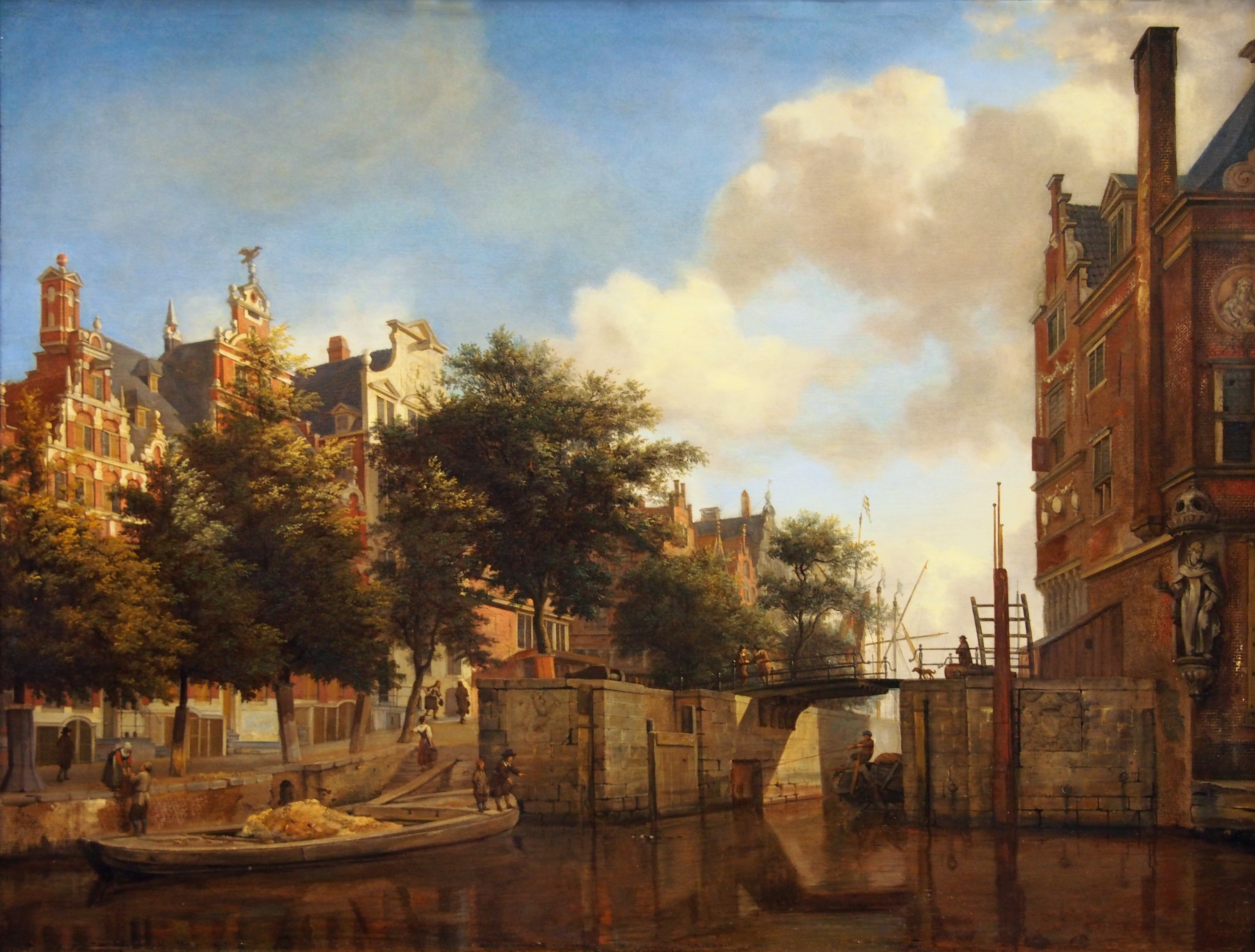
Jan van der Heyden, Amsterdams stadsgezicht met huizen aan de Herengracht en de oude Haarlemmersluis (met topografische vrijheden), ca. 1670. Rijksmuseum Amsterdam
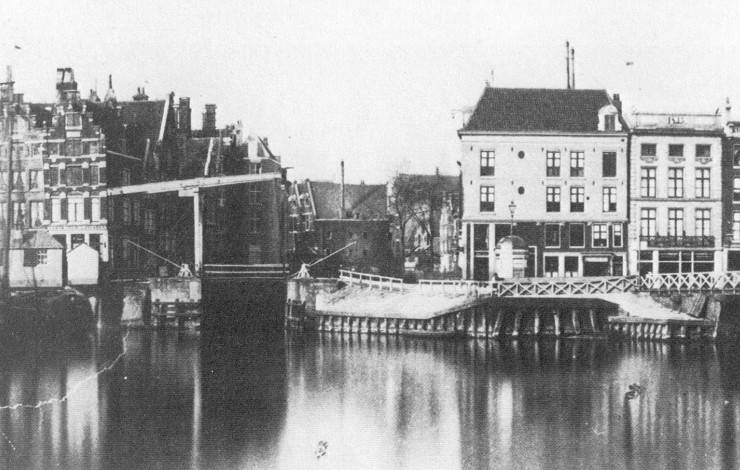
Open Havenfront en Prins Hendrikkade 25-29. In het midden de Oude Haarlemmersluis en daarachter de Martelaarsgracht. 19e-eeuwse foto.
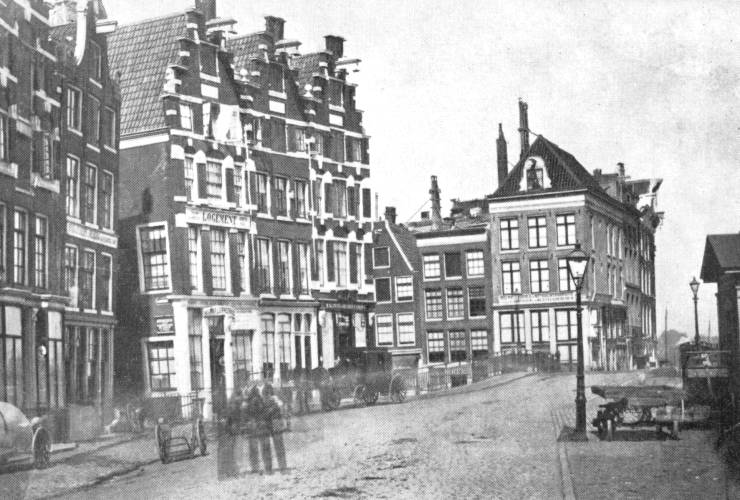
Prins Hendrikkade, hoek Martelaarsgracht, ca. 1880, kort voordat de Oude Haarlemmersluis werd afgebroken en de Martelaarsgracht gedempt

### Nieuwe Haarlemmersluis
De Nieuwe Haarlemmersluis werd voltooid in 1602 als sluis in de zeedijk rond de stad, om te voorkomen dat het zeewater bij vloed de grachten in zou stromen. Op de plek van de nieuwe sluis liep oorspronkelijk de oude stadsmuur, die vanaf 1601 werd afgebroken om de stad in westelijke richting uit te breiden.
De sluis werd al direct een belangrijk waterverkeersknooppunt omdat er langs de Singel een reeks markten gehouden werden die allemaal door schuiten bediend werden. Ook voeren er schuiten af en aan naar de brouwerijen aan de Brouwersgracht, er waren veerdiensten, melkschuiten uit Waterland en bouwverkeer naar de nieuwe grachten aan de grachtengordel.
Al in 1617 moest de sluisconstructie worden vernieuwd. De stad besloot hierop tot de aanleg van een nieuwe sluis, de Eenhoornsluis, waar de Korte Prinsengracht het IJ in stroomt, om de Haarlemmersluis te ontlasten. De huidige Haarlemmersluis dateert van 1681. De brug is gebouwd in 1809 en werd in 1879 verbreed voor de paardentram.
Bij de Nieuwe Haarlemmersluis werd dagelijks de eb- en vloedhoogte in het IJ gemeten. Uit de gegevens bleek dat tussen 1683 en 1684 het gemiddelde nachtelijke vloedpeil van het IJ-water een halve duim hoger lag dan het stadsboezempeil, later Amsterdams Peil genoemd. In een aantal sluizen (waaronder de Oude en Nieuwe Haarlemmersluis) werden grote marmeren stenen ingemetseld met daarop een horizontale groef die de hoogte van de zeedijken aangaf: 2,676 meter boven stadsboezempeil.
Vlak bij de Haarlemmersluis kon men het Kaarseladersveer naar Haarlem nemen. De schepen waren extra smal, zodat ze door de smalle sluis onderweg naar Haarlem pasten. Vanwege die smalle vorm werd zo'n schip kaarselade genoemd, als een smalle lade voor kaarsen.
Het gebied rond de sluis was eeuwenlang een vismarkt. De Amsterdamse handel in haring concentreerde zich langs de kade aan het IJ, tussen de Martelaarsgracht en de Haarlemmersluis, de "Haringpakkerij" met als middelpunt de Haringpakkerstoren. Hier werd de aangevoerde haring gekeurd, schoongespoeld, opnieuw gezouten, gekuipt en verhandeld. In 1662 werd bij de sluis de Kleine Vismarkt opgericht, ter onderscheid met de Grote Vismarkt op de Dam. Nadat de Haringpakkerstoren werd afgebroken, verdween in 1829 de haringhandel uit het gebied rond de sluis. De haringkar die vandaag de dag op de sluis staat, doet nog denken aan de geschiedenis van deze plek als haringpakkerij en vismarkt.

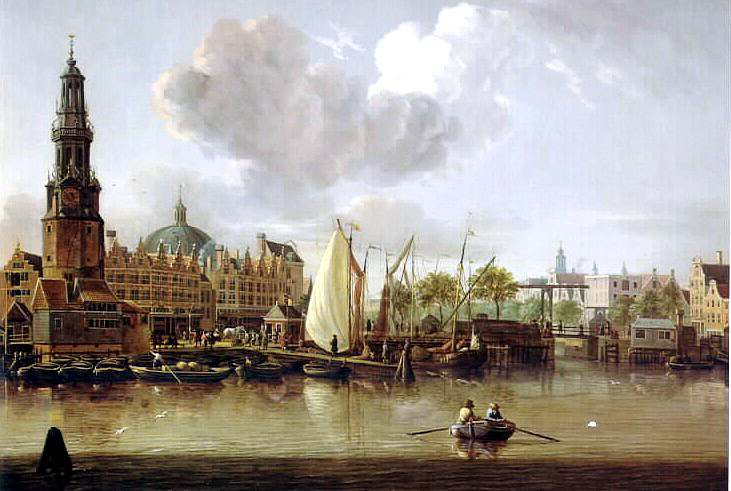
Jacobus Storck, De Haringpakkerstoren, 17e eeuw. Rechts de Nieuwe Haarlemmersluis.
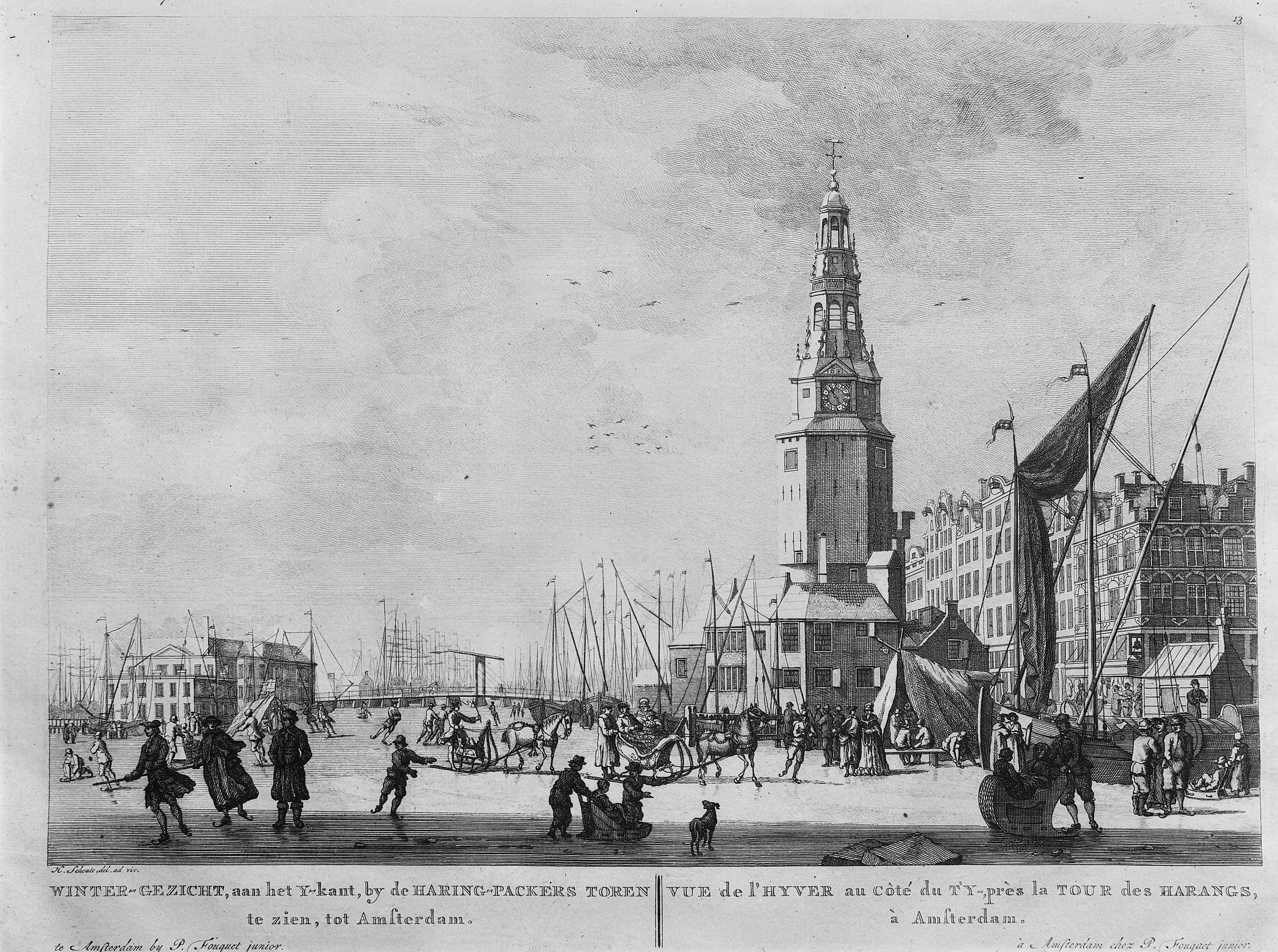
18e-eeuwse prent met de Nieuwe Haarlemmersluis (links) en Haringpakkerstoren
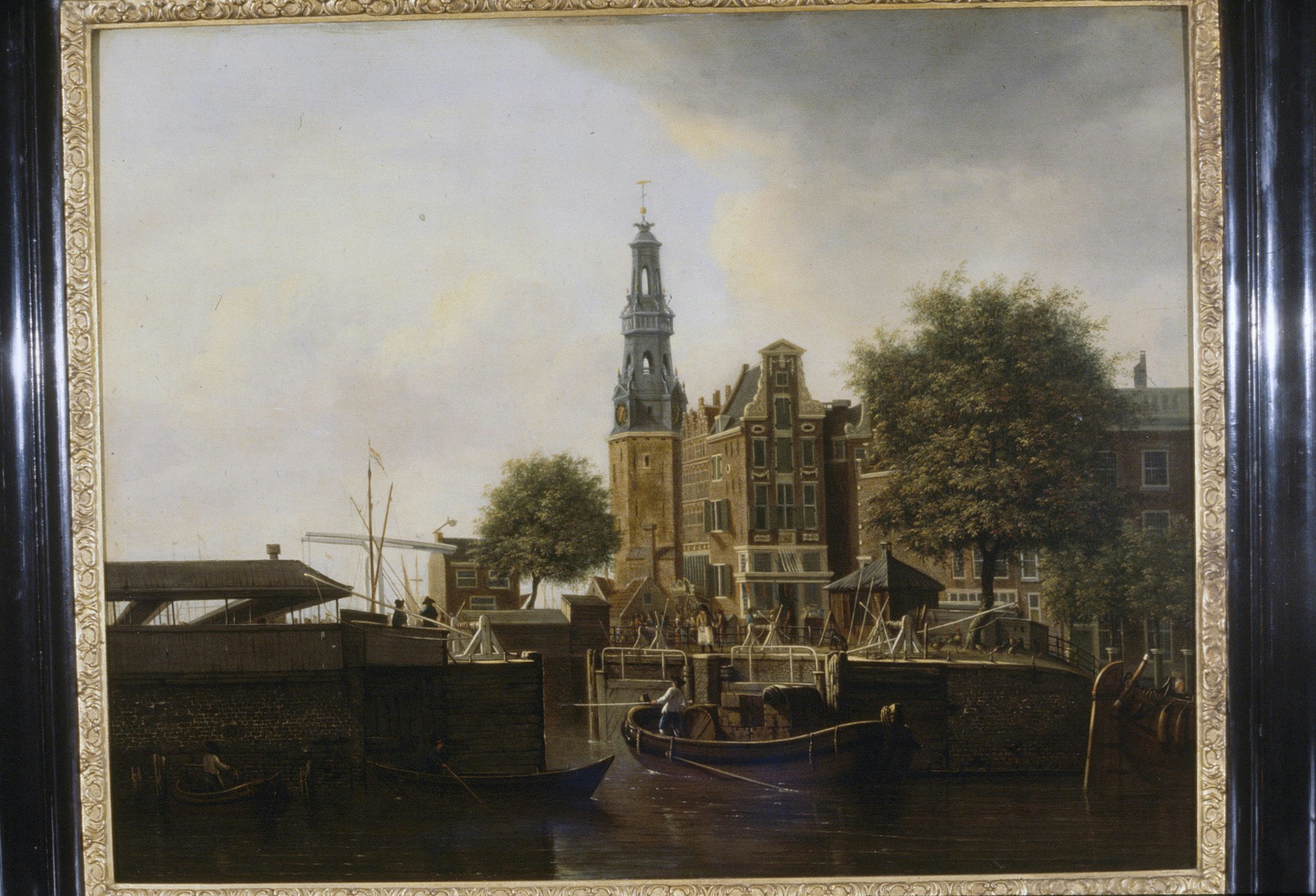
Jan Ekels de Oude, Amsterdam, de Haarlemmer Sluis en de Haringpakkerstoren gezien vanaf het Singel, 1767

1 · 2 · 3 · 4 · 5 · 6 · 7 · 8 · 9 · 10 · 11 · 12 · 13 · 14 · 15 · 16 · 17 · 18 · 19 · 20 · 21 · 22 · 23 · 24 · 25 · 26 · 27 · 28 · 29 · 30 · 31 · 32 · 34 · 35 · 36 · 37 · 38 · 39 · 40 · 41 · 42 · 43 · 44 · 45 · 46 · 47 · 48 · 49 · 50 · 51 · 52 · 53 · 54 · 55 · 56 · 57 · 58 · 59 · 60 · 61 · 62 · 63 · 64 · 65 · 66 · 67 · 68 · 69 · 70 · 71 · 72 · 73 · 74 · 75 · 76 · 77 · 78 · 79 · 80 · 81 · 82 · 84 · 85 · 86 · 87 · 88 · 89 · 90 · 91 · 92 · 93 · 94 · 95 · 96 · 97 · 98 · 99 · >>>
Brugnummers 33 en 83 zijn niet (meer) vergeven